# Капустян Ольга Іванівна
О́льга Іва́нівна Капустя́н (нар. 3 грудня 1956, Сєвєроморськ, Мурманська область, РРФСР) — українська журналістка. Заслужений журналіст України. Член Національної спілки журналістів України (2002).

## Життєпис
Народилася в Сєвєроморську. Батько — Іван Гурійович Назаренко родом з Бахмача на Чернігівщині, був офіцером-підводником, служив на атомних підводних човнах. Мати Аліса Матвіївна — москвичка.
Навчалася в середній школі № 2 в Чернігові. Здобула вищу освіту на факультеті журналістики Московського державного університету (1980).
Зі шкільних років співпрацювала з чернігівською газетою «Гарт». Як журналістка працювала в Чернігові в заводській радіогазеті, згодом очолювала пресцентр Акціонерного банку «Чернігівбанк».
З 1994 року — головний редактор державного комунального підприємства «Чернігівське міське телебачення», з 1995 року — керівник Міського телерадіоагентства «Новий Чернігів» (комунальне підприємство Чернігівської міської ради). Нині генеральний директор ТРА «Новий Чернігів».
Живе в Чернігові.

## Творчість
Ведуча перших чернігівських телепроєктів. Автор і продюсер популярних інформаційних телепроєктів «Без цензури», «Гаманець», «Бізнес-ланч», «Успішна Я», нарисових — «Архів душі», «Історія кохання», токшоу «Бумеранг», «Політичний ринг», «МідіаКратія», дитячих — «Потягуськи», «Сам удома» та ін. ТРА «Новий Чернігів» — переможець у творчому конкурсі НСЖУ в номінації «Кращий регіональний телеканал» (2018).

## Громадська діяльність
Член НСЖУ. Член правління Незалежної асоціації мовників України. Керівник регіонального представництва Всеукраїнського благодійного фонду «Журналістська ініціатива», учасниця багатьох доброчинних та інформаційних акцій преси. Член обласної організації «Спілки жінок України».

## Нагороди, відзнаки
- Почесне звання «Заслужений журналіст України» (2009)[2]
- Відзнака Державного комітету телебачення і радіомовлення України «За заслуги в розвитку інформаційної сфери»
- Грамота Верховної Ради України (2019)